# معركة بوغافر
معركة بوغافر أو معركة بوگافر هي معركة امتدت من 13 فبراير إلى 25 مارس 1933م، في المغرب بين المقاومة المغربية بقيادة عسو أوبسلام وقوات الاحتلال الفرنسي، دارت أحداثها في قمة جبل بوغافر بمنطقة آيت عطا جنوب المغرب، انتهت  بتوقيع الهدنة بين الطرفين.

## أصل التسمية
بوغافر اسم قمة من قمم جبل صاغرو، تبعد عن مدينة ورزازات بحوالي 200كلم ، وتبلغ قمته حوالي 2275 متر، اختار المقاومون هذا المكان، نظرا لأهميته الإستراتيجية ومناعته وحصانته وصعوبته الوعرة.

## المعركة
منذ سنة 1913 استطاع الاحتلال الفرنسي وأعوانه الكلاويين، فرض هيمنتهم على عدد من المناطق التابعة للمجال العطاوي و وكان الجنرال ليوطي قائد عسكري أظهر مهارته في الأراضي الاستعمارية، كما أن الاستعمار اعتمد على كبار القواد من بينهم في الجنوب التهامي الكلاوي الذي قام بإيعاز من الفرنسيين بتنظيم غزوتين لشمال أيت عطا سنة 1916 و 1918.
وكانت فرنسا تطمح إلى السيطرة على جميع مناطق المغرب التابعة لنفوذها، وفي يوم 13 فبراير من سنة 1933 حاولت القوات الاستعمارية الفرنسية التوغل في الجنوب الشرقي المغربي٬ والسيطرة على منطقة صاغرو٬ وإخضاع قبائل آيت عطا٬ التي شكلت سدا منيعا أمام توسعها٬ وشنت أول هجوم على المجاهدين الذين لجأوا إلى جبل صاغرو، معلنين بذلك رفضهم الخضوع للاستعمار الفرنسي.
لم تفلح الجيوش الفرنسية اقتحام جبل بوغافر، فأعادت ترتيب خططتها وتراجعت إلى الوراء، في محاولة يائسة منها إلى تدارك إخفاقها، فاضطر الجنرال هوري٬ القائد العام للقوات الفرنسية٬ إلى استدعاء الجنرالين كاترو وجيرو٬ وتولى بنفسه تدبير العمليات بقصف مواقع المجاهدين ومحاصرتها باستعمال المدفعية والطيران من 21 إلى 24 فبراير 1933 في محاولة فاشلة لإرغام المقاتلين المقاومين على الاستسلام، ودامت هذه المعركة إلى 28 فبراير 1933.
وأمام استماتة المقاومين وعزمهم على القتال، اشتد الحصار بعد أن أغلق الاحتلال كل الممرات٬ غير أن ذلك لم يزد المقاومين إلا عزيمة وصلابة وثباتا على المقاومة، ثم أخذت الحرب مجرى آخر، إذ سرعان ما فرضت القوات الاستعمارية حصارا اقتصاديا وعمدت إلى سياسة الأرض المحروقة لتجويع الأهالي.
ولقد دام هذا الحصار مدة 22 يوما، ترتب عنه كثرة الوفيات في صفوف الأطفال والشيوخ٬ ولم يكن لهذه الوضعية أن تثبط من عزيمة المجاهدين وتنال من صمودهم إلى أن قرر المستعمر الدخول في حوار مع القبائل الثائرة في 24 مارس 1933، وإلى عقد هدنة مع هذه القبائل وفتح باب المفاوضات ، وتم التوقيع على اتفاقية بين الطرفين جاء في بعض بنودها:
- 1-الاستسلام للمخزن المغربي.
- 2-إبعاد سلطة الكلاوي عن أراضي أيت عطا.
- 3-إبقاء الأسلحة في أيدي السكان.
- 4-عدم تشغيل السكان في أعمال السخرة.
- 5-عدم استدعاء النساء للغناء في الحفلات الرسمية.

## نتائج المعركة
تكبدت جيوش الاحتلال الفرنسي بقيادة الجنرال هوري القائد العام للقوات الفرنسية٬ خسائر قاسية ومذلة، بالرغم من تفوقهم العسكري وأسلحتهم المتطورة إلا أنهم لم يستطيعوا الصمود أمام بسالة وشجاعة المقاومين المغاربة بقيادة عسو أوبسلام، حيث فقدت القوات الفرنسية خيرة ضباطها وجنودها، على رأسهم القبطان "هنري ديليسبيناس دو بورنازيل"، وبلغ عدد قتلاها حوالي 3500 عسكري من بينهم حوالي 10 ضباط ومئات من مجندي الأهالي ، بينما بلغت حصيلة شهداء أيت عطا في هذه المعركة 1300 شهيد وفقدان 2500 رأس وأكثر من 4000 مدني أغلبهم أطفال وشيوخ ونساء ،وفقد عسو أوبسلام أربعة أفراد من أسرته في معركة بوگافر: أخوه إبراهيم وزوجته من آيت إيسفول التي استشهدت نتيجة إصابتها بحروق وهي تحمل الذخيرة للمقاومين، وابنته التي لم يتجاوز عمرها 13 سنة أثناء جلبها الماء من العين، وابنه من زوجته الثالثة.